# Vị Hương Tố
Vị Hương Tố là một thương hiệu bột ngọt của công ty Thiên Hương, ra mắt lần đầu vào thập niên 1960.

## Lịch sử
Những năm 1954, lúc này kinh tế miền Nam dưới thời chính quyền Việt Nam Cộng hòa vẫn chưa phát triển, thị phần dành cho hàng nội địa còn ít so với hàng ngoại nhập chiếm số đông. Ở thị trường bột ngọt lúc đó có hai hãng bột ngọt ngoại quốc Ajinomoto (Nhật Bản) và Vedan (Đài Loan) là thống lĩnh thị trường, tuy nhiên lại chỉ có thể đáp ứng một số lượng nhất định so với nhu cầu lớn của người dân, cùng với đó là thuế quan khiến giá cả trở nên đắt đỏ. Nhận thấy tình trạng này, một doanh nhân người Việt gốc Hoa tên Trần Thành đã đi sang các nước phát triển để tìm hiểu công nghệ mới, và cuối cùng ông lên kế hoạch sản xuất bột ngọt tại thị trường nội địa, với chất lượng không thua kém các hãng nước ngoài, đồng thời lợi dụng chính sách bảo hộ của chính quyền để qua đó giá thành sản phẩm sẽ cạnh tranh hơn. Đến năm 1960, ông Thành lập nên công ty Thiên Hương (Thiên Hương Công ty S.A.R.L), xây trụ sở tại số 118 đường Hải Thượng Lãn Ông và cho xây dựng nhà máy sản xuất bột ngọt hiệu Vị Hương Tố, với dây chuyền hiện đại nhất bấy giờ nhập từ Nhật Bản về.

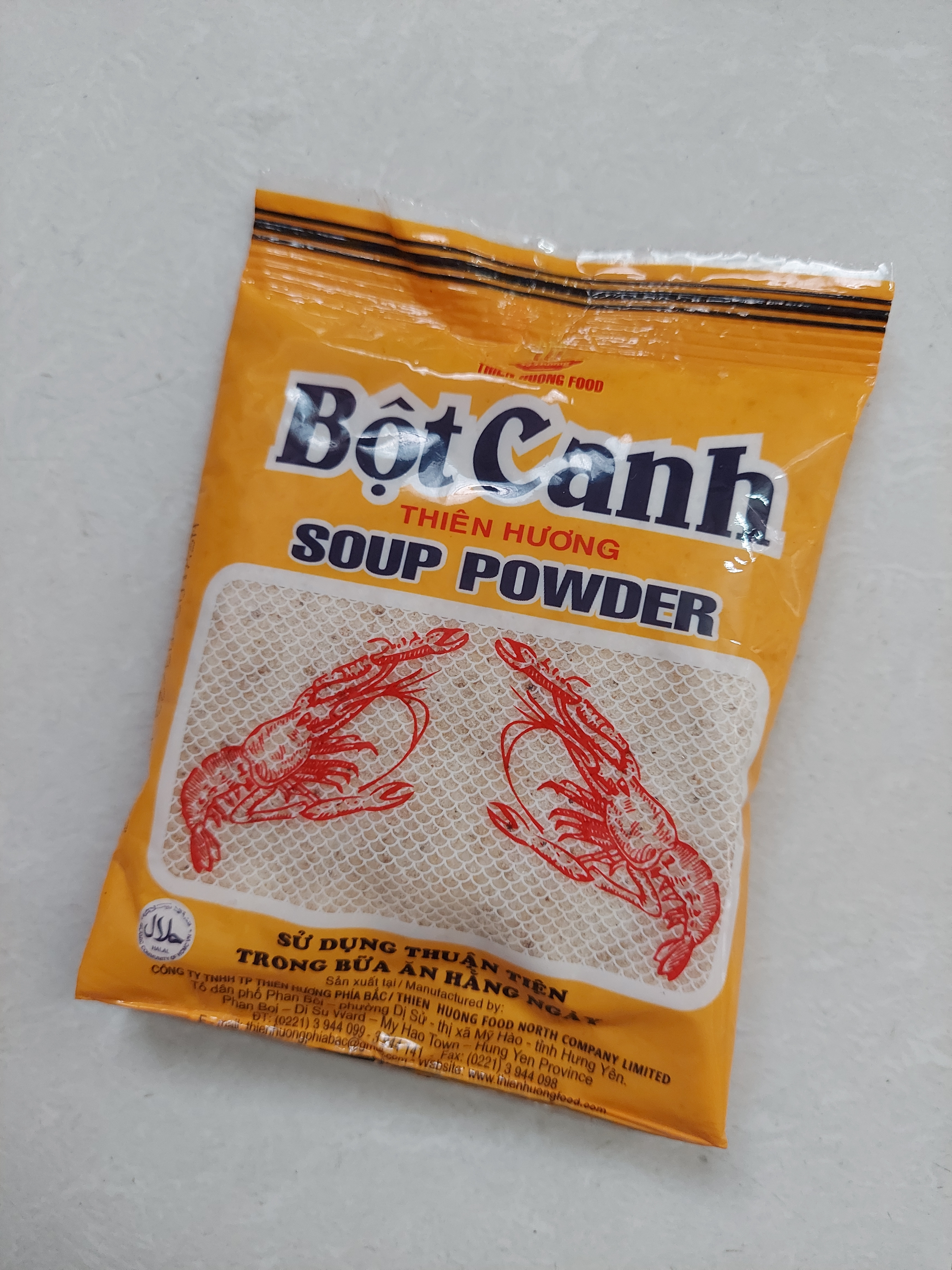
Bột canh Thiên Hương, sản phẩm cùng dạng mononatri glutamat của công ty Thiên Hương

Để cạnh tranh với đối thủ là Ajinomoto, Vị Hương Tố đã dùng thiết kế hình tô đỏ giống với nhận diện thương hiệu của Ajinomoto, do khi đó vẫn chưa có các luật bảo hộ bản quyền. Cũng để thu hút thêm nhiều khách hàng, Vị Hương Tố tập trung vào khuyến mãi cho người mua. Bởi thời điểm này những dụng cụ ăn uống bằng nhựa hay melamin chưa phổ biến, cộng với đó là việc chén, sành dễ bị hư nên Trần Thành đã liên tục tung ra các khuyến mãi, như mua bịch bột ngọt lớn thì sẽ tặng tô, bịch vừa thì tặng chén, bịch nhỏ thì tặng muỗng,... thậm chí còn tạo ra nhiều bộ chén đĩa như Phúc Lộc Thọ, Mai Lan Cúc Trúc, Bát Tiên để kích cầu người tiêu dùng.
Không lâu sau khi ra mắt, bột ngọt Vị Hương Tố đã có được sự đón nhận từ các bà nội trợ và đạt thành công vang dội, đánh bật hai đối thủ cạnh tranh ngoại quốc rút lui khỏi thị trường Việt Nam Cộng Hòa, để lại miếng bánh thị phần hoàn toàn vào tay Trần Thành. Trong suốt những năm cuối 1960 – đầu 1970, thông qua Vị Hương Tố, công ty Thiên Hương trở thành doanh nghiệp bột ngọt lớn nhất cả vùng Nam Bộ Việt Nam, cung cấp sản phẩm bột ngọt cho toàn khu vực và thậm chí đến các nước Đông Nam Á.
Sau sự kiện 30 tháng 4 năm 1975, tất cả số tài sản của Trần Thành, bao gồm cả công ty Thiên Hương, đều bị quốc hữu hóa. Nhà máy lúc này cũng phải ngừng hoạt động vì một số kỹ sư, công nhân kỹ thuật cao đã đi ra nước ngoài; số men vi sinh làm bột ngọt lấy từ Hồng Kông về không còn tiếp tục được nhập. Võ Văn Kiệt, khi đó là Bí thư Thành ủy Thành phố Hồ Chí Minh, đã yêu cầu bằng mọi giá phải khôi phục hoạt động của nhà máy Thiên Hương. Ban Khoa học và Kỹ thuật Thành phố lúc bấy giờ, tập hợp cả nhiều trí thức của chế độ cũ, đã lập thành hai nhóm để thực hiện công việc này: nhóm thiết kế và cơ khí do ông Nguyễn Văn Sơn chịu trách nhiệm kiểm tra lại các thiết bị sản xuất và rà soát quy trình sản xuất sẵn có, còn nhóm chuyên viên vi sinh do bác sĩ Trần Văn Ái, nguyên Giám đốc Viện Pasteur, thì đứng đầu lo việc khôi phục lại men vi sinh. Sau một thời gian làm việc, nhóm đã thành công khôi phục lại được bột ngọt, dù vậy mẻ đầu tiên của bột ngọt mới chỉ đạt được 30% chất lượng so với thành phẩm cũ vì men bị đông lạnh quá lâu, khiến chất lượng không tốt bằng men tươi. Nhà máy Thiên Hương sau đó đã tiếp tục hoạt động trở lại như trước.
Đến sau này, công ty Thiên Hương còn ra mắt thêm sản phẩm bột canh song song với bột ngọt Vị Hương Tố, nhưng lại dần lép vế do thiếu đầu tư dây chuyền sản xuất và chỉ tập trung vào các mặt hàng mì ăn liền, cùng với đó là hai đối thủ cũ là Ajinomoto và Vedan đã trở lại thị trường, khiến Vị Hương Tố đến cuối cùng bị dừng sản xuất.